# Fotogrammetrie

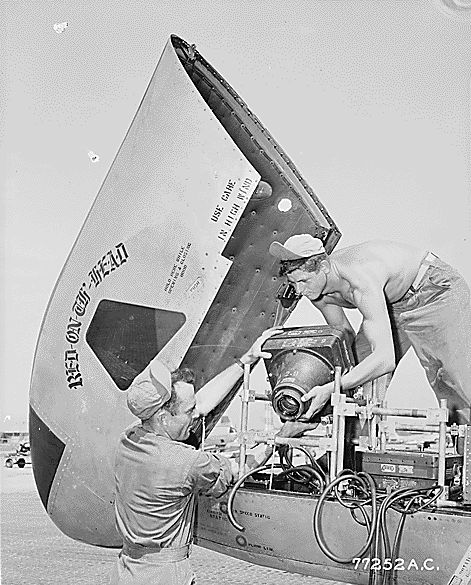
Fotogrammetrická kamera pro snímkování ze vzduchu

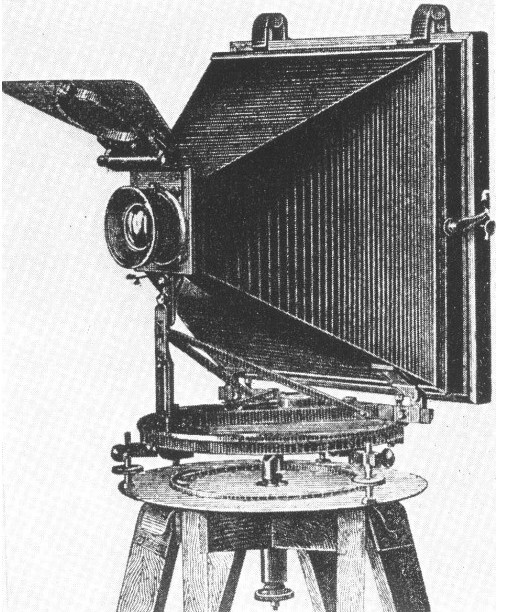
Meydenbauerova kamera vynalezená v roce 1872

Fotogrammetrie se zabývá rekonstrukcí tvarů, měřením rozměrů a určováním polohy předmětů, které jsou zobrazeny na fotografických snímcích. Obecněji lze fotogrammetrii definovat jako vědní obor zabývající se zpracováním informací na fotografických snímcích. Fotogrammetrie tvoří např. důležitou součást dálkového průzkumu Země (DPZ). Používá se také při vyhodnocování snímků meteorů pořízených bolidovými kamerami.
Název fotogrammetrie vznikl složením tří řeckých slov photos – světlo, gramma – záznam, metron – měřit. Slovo fotogrammetrie vzniklo ze snahy nazvat vhodným termínem činnost zabývající se měřením fotografických snímků.
Fotogrammetrie je umění, věda a technika získávání informací o fyzických objektech a prostředí skrz proces zaznamenávání, měření a interpretace fotografických snímků a obrazů vzorů elektromagnetického záření a dalších jevů.
Informace ve fotogrammetrii si lze představit jako geometrické vztahy, jako jsou tvar, velikost, poloha zobrazovaných objektů; při snímkování ve více spektrálních pásmech lze určit i druh a stav objektu. Výhodou fotogrammetrie je využívání bezkontaktní metody měření. Objekty mohou být vzdáleny od místa snímkování. 

## Fotogrammetrie leteckých snímků
Rozlišujeme fotogrammetrii leteckou, pozemní a blízkou. Před snímkováním povrchu je nejdříve nutno provést fotogrammetrickou signalizaci bodů, na nichž se poté bude geodeticky doměřovat. Tyto body musejí kontrastovat s okolím. Existují 3 fotogrammetrické metody, podle nichž se snímkování provádí: univerzální, kombinovaná a integrovaná.
Analogickým způsobem se provádí i vyhodnocování snímků z družic (jsou použity např. v programu Google Earth).

## Historie
Za otce fotogrammetrie se považují Aime Laussedat a Albrecht Meydenbauer. V roce 1851 Laussedat vydal svou teoretickou práci Métrophotographie. V roce 1861 jako první použil fotografie země k výrobě topografických map.

## Dělení a využití fotogrammetrie

### Podle polohy stanoviska

#### Pozemní fotogrammetrie
Pozemní fotogrammetrie se dříve využívala při mapování ve vysokohorském terénu, v dnešní době se využívá při určování kubatur těžby v povrchových dolech a nejvíce se používá ve stavebnictví u historických nebo jinak významných staveb (dokumentování fasády, kleneb). Výhodou je, že při snímání je kamera pevně ustavena a tak lze pro geodetické účely přesně zaměřit její polohu.

#### Letecká fotogrammetrie
Letecká fotogrammetrie má nejširší uplatnění a to při zhotovování map nejrůznějších měřítek. Mapy pak využívají pro úpravy pozemků, evidenci půdy, projektování stavebních děl,.. Hraje nenahraditelnou úlohu při dokumentování rychle se měnících dějů, jako jsou například území poškozená požárem, povodněmi,.. Letecká fotogrammetrie je také nenahraditelná při mapování těžko přístupných nebo zcela nepřístupných oblastech. Snímací přístroj je při této metodě umístěn na letadlo, nebo jiný pohyblivý dopravní prostředek. Výhodou je veliká plocha záznamu. Nevýhodou je složité okamžité zjišťování polohy záznamového zařízení.

#### Družicová fotogrammetrie
Družicová fotogrammetrie vzniká na základě snímků pořízených družicí. Mají velmi dobrou kvalitu, díky vysokému rozlišení a proto jsou používány pro tvorbu geografických, tematických map středního a malého měřítka. Dále se využívá v archeologii a k pozemkovým úpravám. Družice nám mohou poskytnout data v několika spektrech a taky radarové informace. Výstupní data většinou nejsou přímo použitelná a je nutné je zpracovat příslušným softwarem do požadované podoby.

### Podle počtu snímků

#### Jednosnímková fotogrammetrie
Jednosnímková fotogrammetrie využívá snímky jednotlivě. Na snímku jsou zaměřeny jen rovinné souřadnice, proto lze při vyhodnocování určit zase jen rovinné souřadnice. Snímky vznikají středovým promítáním objektu na rovinu snímku. U pozemní fotogrammetrie se využívají například k zaměření málo členitých fasád, u letecké fotogrammetrie pro vyhodnocení polohopisné složky rovinatého území.

#### Vícesnímková fotogrammetrie
Vícesnímková fotogrammetrie využívá nejméně dva snímky, které se navzájem překrývají. Uplatnění se nachází především u 3D zpracování. Předmět je zachycen na dvou snímcích vyhotovených z různých míst, z bodů jejichž polohu známe a můžeme tak dopočítat prostorovou polohu zobrazovaného předmětu. Měří se snímkové souřadnice bodu na snímku a horizontální paralaxa.

### Podle technologického postupu zpracování

#### Analogová
Metoda vytvoří analogický model, rekonstruující polohu bodů v prostoru.

#### Analytická
Metoda měří souřadnice na snímcích a transformací jsou převedeny do geodetického systému.

#### Digitální
Metoda určuje souřadnice na digitálních snímcích zobrazených na monitoru počítače. Souřadnice jsou převedeny transformací do geodetického systému.

### Podle typu výstupů

#### Grafický výstup
Vzniká přímo na kreslícím stole, který je připojený k analogovému stroji – vzniká originální mapa, která je tvořena polohopisnou situací a vrstevnicemi.

#### Číselný (numerický) výstup
Vzniká při analytickém nebo digitálním vyhodnocení, kdy se registrují u jednotlivých bodů souřadnice včetně výšky. 

## Principy fotogrammetrie

### Centrální projekce
Fotografický snímek jeho centrální projekcí předmětu, kdy středem promítání je střed objektivu a obrazovou rovinou je citlivá vrstva filmu/čipu. Všechny paprsky od předmětových bodů prochází fotografickým objektivem (střed promítání) a pokračují přímočaře dále a tvoří na fotografické vrstvě perspektivní obraz. Souhrn těchto paprsků označujeme jako fotogrammetrický svazek paprsků. Aby bylo možné převést centrální projekci na paralelní rovinu mapy, musíme znát tvar a polohu fotogrammetrického svazku paprsků.

### Vnitřní orientace snímku
Tvar fotogrammetrického svazku paprsků definuje vnitřní orientace snímku, kterou se vyjadřuje vztah projekčního centra (střed objektivu fotokomory) k obrazové rovině. Prvky vnitřní orientace jsou obrazová vzdálenost, tj. délka kolmice spuštěné z projekčního centra na obrazovou rovinu a poloha paty této kolmice na obrazové rovině. Fotogrammetrické kamery jsou zaostřeny na nekonečno, takže obrazová vzdálenost je totožná s ohniskovou vzdáleností objektivu. Poloha hlavního bodu na snímku je určena průsečíkem spojnic rámových značek, které se při každé expozici naexponují na snímek. Fotografický snímek, jehož prvky vnitřní orientace známe, označujeme jako měřický snímek.

### Vnější orientace snímku
Prvky vnější orientace určují vztah projekčního centra k vnějším souřadnicím a orientaci osy záběru vůči souřadnicovým osám. Dnes se k jejich zjištění používá v letadlech nejčastěji globálního polohového systému/inerciální měřící jednotky. Polohu fotogrammetrického svazku paprsků v prostoru určuje šest prvků vnitřní orientace.
Jsou to:
1. prostorové souřadnice x0, y0, z0 stanoviště, tzn. středu optického systému
2. směr osy záběru (rotace) → vodorovný úhel, který svírá průmět osy záběru s určeným stanoveným směrem
3. sklon osy záběru, měřený ve svislé rovině od horizontály, nebo jeho doplněk měřený od vertikály
4. pootočení → úhel, který vyjadřuje otočení snímku ve vlastní rovině kolem osy záběru.[4]

## Digitální ortofoto a tvorbaDMT
V současnosti je digitální ortofoto nejvíce žádaným a využívaným produktem letecké fotogrammetrie. Je základní datovou částí většiny geografických informačních systémů (GIS), je také součástí státního mapového díla a využívá se pro aktualizaci ZABAGED.
Digitální modely terénu (DMT) jsou výškopisná data uležená v digitální podobě. Mohou vznikat odvozením ze stávajících map, na základě souřadnic a výšek geodeticky určovaných bodů, fotogrammetricky nebo leteckým laserovým skenováním.

### Metoda digitálního ortofota
Pomocí nepřímé projektivní transformace rastru odstraňujeme radiální posuny, na základě známé polohy a výšky každého pixelu v geodetickém systému souřadnic X, Y, Z ( vyjádřen jako DMT). Hledáním polohy a číselné hodnoty pixelu na původním snímku pro jeho novou polohu ve vznikajícím ortofotu. Toho docílíme převodem středového průmětu snímku na pravoúhlé promítaní mapy – ortogonalizace snímku.
Abychom mohli vytvořit ortofoto musíme mít k dispozici DMT. A to buď digitální model v daném území již existující, nebo musí být vytvořen.
Pokud DMT existuje, je možné ihned pokračovat tvorbou ortofota.
Pokud DMT není k dispozice je potřeba nový digitální model terénu vytvořit. DMT vytvoříme zpracováním stereoskopické dvojice snímků. DMT je možné také vytvořit analytickým fotogrammetrickým mapováním:

#### Na analytických strojích s poloautomatickým sběrem dat
Měřická značka je polohově automaticky nastavována ve zvolené pravidelné síti bodů a vyhotovitel ji pouze umisťuje prostorově na terén.

#### Na digitálních fotogrammetrických stanicích s automatickým sběrem dat
- Určování snímkových souřadnic a paralax provádí počítač samostatně, na základě matematicky vyjádřené podobnosti dvou obrazů (obrazová korelace). Vyhledávání totožných bodů se neprovádí po celém obrazu najednou, ale pomocí posuvného okénka, které má velikost několik pixelů. Velikost okénka ovlivňuje jak dlouho se DMT bude zpracovávat.[3]

- Takto automaticky vytvořené DMT musí být vyhotovitelem ručně evidováno. Pomocí pomůcek pro stereo vidění se opravují chybně umístěné body. Opravou se docílí zachycení skutečného průběhu terénu. Při automatické tvorbě je totiž terén generován i přes vegetaci i stavby a současně dochází interpolací k vyhlazení takto způsobené skokové změny výšky.

Vytvořením DMT pomocí některého ze způsobů, je nutné provést transformaci jednotlivých snímků. Na vzniklých (překreslených) snímcích je pak možné určovat tvar, velikost, polohu objektů stejně jako na mapě.
Transformací ortogonalizované snímky se nazývají ortofotoplány, ty se většinou spojují do celků v závislosti na kladu mapových listů. Poté se provádí maskování a vytváří se mozaika. Na stycích snímků je nutné vyrovnat barevné rozdíly a kontrasty.
Pokud je doplněna vektorová kresba vzniká ortofotomapa.
Jakou bude mít výsledné ortofoto přesnost závisí na výšce letu a měřítku pořizovaných snímků.

### Problémy při tvorbě digitálního ortofota
- Problém radiálních posunů střech nastává nejčastěji u vysokých budov, správně bude překreslen pouze průnik objektu s terénem. Proto obvodové stěny a střechy na základě středového promítání zůstávají zkreslené. Tento problém je nejvíce zřetelný na okrajích snímků, kde jsou radiální posuny největší. Ruční editace, při které by se střechy posouvaly, se už v dnešní době nepoužívá. V dnešní době je ideální doplnit model terénu o model zástavby a s ohledem na výškové členění budov provést transformaci. Na pravoúhlý průmět je tak převeden terén i s obrazem budov a radiální posun střech je tím odstraněn. Tímto převodem vzniká pravé ortofoto, které se využívá především pro měřítka 1 : 5000 a větší.
- Problém zakrytých prostor nastává po převodu terénu a obrazu budov na pravoúhlý průmět vznikají prázdná místa v původním zobrazení střech. Tento problém může být vyřešen vygenerováním rovnoměrného šumu (retuš), který vyplní prázdné pixely nebo jsou převzaty části ze sousedních snímků v řadě.
- Problém radiálně posunutých mostů nastává, když mosty mají podobně jako střechy polohu nad digitálním modelem terénu a jsou tedy radiálně posunuté nad údolím. Chyby jsou viditelné ve chvíli, kdy je každá část mostu převzata z jiného snímku – poloviny mostu na sebe nenavazují.

## Využití ve vědě
Této metody je v průběhu 21. století stále více využíváno i v přírodovědných oborech, jako je například paleontologie (věda, zkoumající pozůstatky života z minulých geologických období). Za pomoci této metody jsou například přesně rekonstruovány fosilní otisky stop dinosaurů a dalších pravěkých tvorů.